# Mannenmarathon van Tokio 1996
De Mannenmarathon van Tokio 1996 werd gelopen op maandag 12 februari 1996. Het was de 17e editie van de Tokyo International Marathon. Aan deze wedstrijd mochten alleen mannelijke elitelopers deelnemen. De Braziliaan Vanderlei deLima kwam als eerste over de streep in 2:08.38.

## Uitslagen
| rang   | naam              | land | tijd    |
| ------ | ----------------- | ---- | ------- |
| Goud   | Vanderlei de Lima | BRA  | 2:08.38 |
| Zilver | António Pinto     | POR  | 2:08.38 |
| Brons  | Alberto Juzdado   | ESP  | 2:08.46 |
| 4      | Kenjiro Jitsui    | JPN  | 2:08.50 |
| 5      | Sakae Osaki       | JPN  | 2:10.10 |
| 6      | Shinji Kawashima  | JPN  | 2:10.41 |
| 7      | Brian Sheriff     | ZIM  | 2:12.35 |
| 8      | Takahiro Hattori  | JPN  | 2:12.41 |
| 9      | Jan Huruk         | POL  | 2:13.09 |
| 10     | Oleg Strizhakov   | RUS  | 2:13.15 |
| 11     | Takaki Morikawa   | JPN  | 2:13.18 |
| 12     | Samuel Okemwa     | KEN  | 2:13.31 |
| 13     | Nozomi Saho       | JPN  | 2:14.16 |
| 14     | Ken Abe           | JPN  | 2:14.17 |
| 15     | Noriaki Kiguchi   | JPN  | 2:14.19 |
| 16     | Takahiro Sunada   | JPN  | 2:15.10 |
| 17     | Akikazu Kitao     | JPN  | 2:15.10 |
| 18     | Jun Kuroki        | JPN  | 2:15.18 |
| 19     | Hitoshi Saotome   | JPN  | 2:15.46 |
| 20     | Tsutomu Hiroyama  | JPN  | 2:16.16 |
| 21     | Michael O'reilly  | ENG  | 2:16.19 |
| 22     | Toru Kozasu       | JPN  | 2:16.58 |
| 23     | Minoru Takeishi   | JPN  | 2:17.14 |
| 24     | Makoto Otsu       | JPN  | 2:17.14 |
| 25     | Masayuki Atomiya  | JPN  | 2:17.26 |

Tokyo International Marathon (alleen mannen)

1981 · 1982 · 1983 · 1984 · 1985 · 1986 · 1987 · 1988 · 1989 · 1990 · 1991 · 1992 · 1993 · 1994 · 1995 · 1996 · 1997 · 1998 · 1999 · 2000 · 2001 · 2002 · 2003 · 2004 · 2005 · 2006

Tokyo International Women's Marathon (alleen vrouwen)

1979 · 1980 · 1981 · 1982 · 1983 · 1984 · 1985 · 1986 · 1987 · 1988 · 1989 · 1990 · 1991 · 1992 · 1993 · 1994 · 1995 · 1996 · 1997 · 1998 · 1999 · 2000 · 2001 · 2002 · 2003 · 2004 · 2005 · 2006 · 2007 · 2008

Tokyo Marathon (beide)

2007 · 2008 · 2009 · 2010 · 2011 · 2012 · 2013 · 2014 · 2015 · 2016 · 2017 · 2018 · 2019 · 2020 · 2021 · 2022 · 2023 · 2024